# Biosemiotica
La biosemiotica è una disciplina derivante dalla semiotica e basata sull'assunto che il principio alla base del linguaggio secondo Peirce, e cioè la semiosi, non esista solo per quel che riguarda i fenomeni culturali, ma sussista anche nei fenomeni naturali, per esempio all'interno della vita delle piante (si parla in questo caso di fitosemiotica), degli animali (zoosemiotica), e addirittura a livello cellulare (citosemiotica).

## Origini e sviluppo
Il termine biosemiotica è stato utilizzato, come ha recentemente argomentato Kalevi Kull, per la prima volta da Vincent Kletzinsky, professore di chimica a Vienna, in un articolo del 1855. Tale nozione veniva utilizzata per indicare sostanze chimiche significative per alcune patologie della vita animale e vegetale. Tuttavia, la nozione ha assunto il suo significato più influente grazie a un articolo dello psichiatra Friedrich Rothschild pubblicato nel 1962, in cui definiva un certo tipo di significato che collegava il linguaggio alla vita. La biosemiotica ha avuto fra i suoi principali esponenti Thomas Sebeok e Jakob Johann von Uexküll. In Italia la disciplina è stata praticata a lungo da Augusto Ponzio. Fra gli altri autori di riferimento si ritrovano Kalevi Kull, Guenther Witzany, Donald Favareau. In Italia oltre al sistematico lavoro di Ponzio altri autori hanno recentemente dedicato alcuni saggi al tema della biosemiotica; fra questi si ritrovano Marcello Barbieri, Almo Farina, Massimo Leone e Nicola Zengiaro.
La principale organizzazione di ricerca a livello internazionale è la Società internazionale per gli studi di biosemiotica (International Society for Biosemiotic Studies, ISBS), fondata nel 2005 e che pubblica anche la rivista Biosemiotics.